# Rehoboth Beach
Rehoboth Beach er en amerikansk by i Sussex County, i staten Delaware. Byen har 1.108(2020) indbyggere.

## Ekstern henvisning
- Wikimedia Commons har flere filer relateret til Rehoboth Beach
- Rehoboth Beachs hjemmeside (engelsk)